# 青葉駅
青葉駅（あおばえき）は、北海道苫小牧市青葉町1丁目にある北海道旅客鉄道（JR北海道）室蘭本線の駅である。駅番号はH19。

## 歴史
- 1988年（昭和63年）11月3日：北海道旅客鉄道により、駅新設[1]。旅客のみ取扱い。

### 駅名の由来
所在地区名「青葉町」から。

## 駅構造
相対式2面2線のホームを持つ地上駅。苫小牧駅管理の無人駅。駅舎は北側の下り本線に面したホーム（2番線）に設けられ、自動券売機を有する。上り本線（1番線）は待合設備は設けられていない。また、両ホーム間に跨線橋はなく、付近の地下道で連絡している。

### のりば
| 番線 | 路線      | 方向 | 行先             |
| ---- | --------- | ---- | ---------------- |
| 1    | ■室蘭本線 | 上り | 東室蘭・室蘭方面 |
| 2    | ■室蘭本線 | 下り | 苫小牧・札幌方面 |

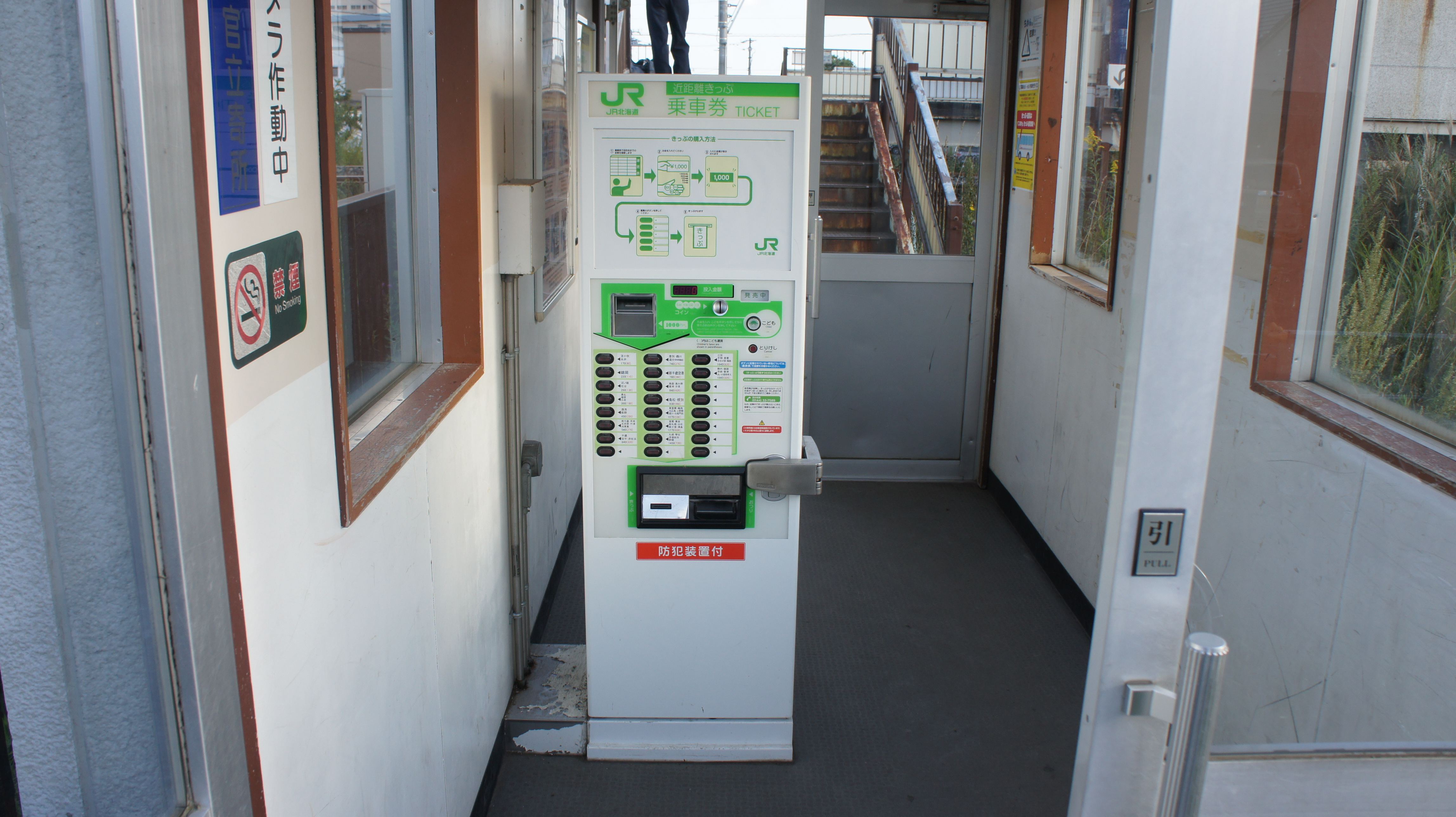
駅舎内。簡易自動券売機が置かれている。（2017年9月）
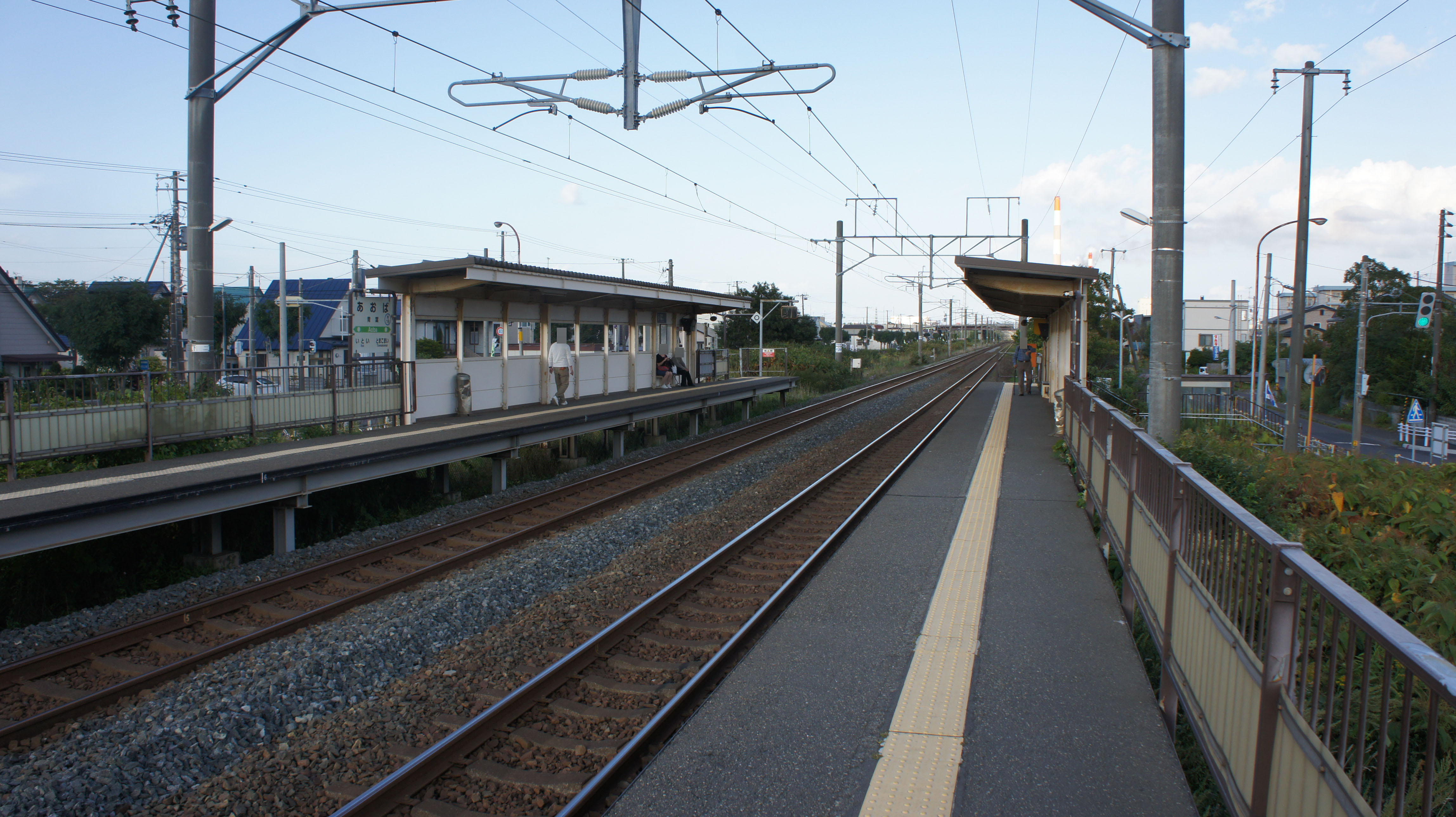
ホーム（2017年9月）
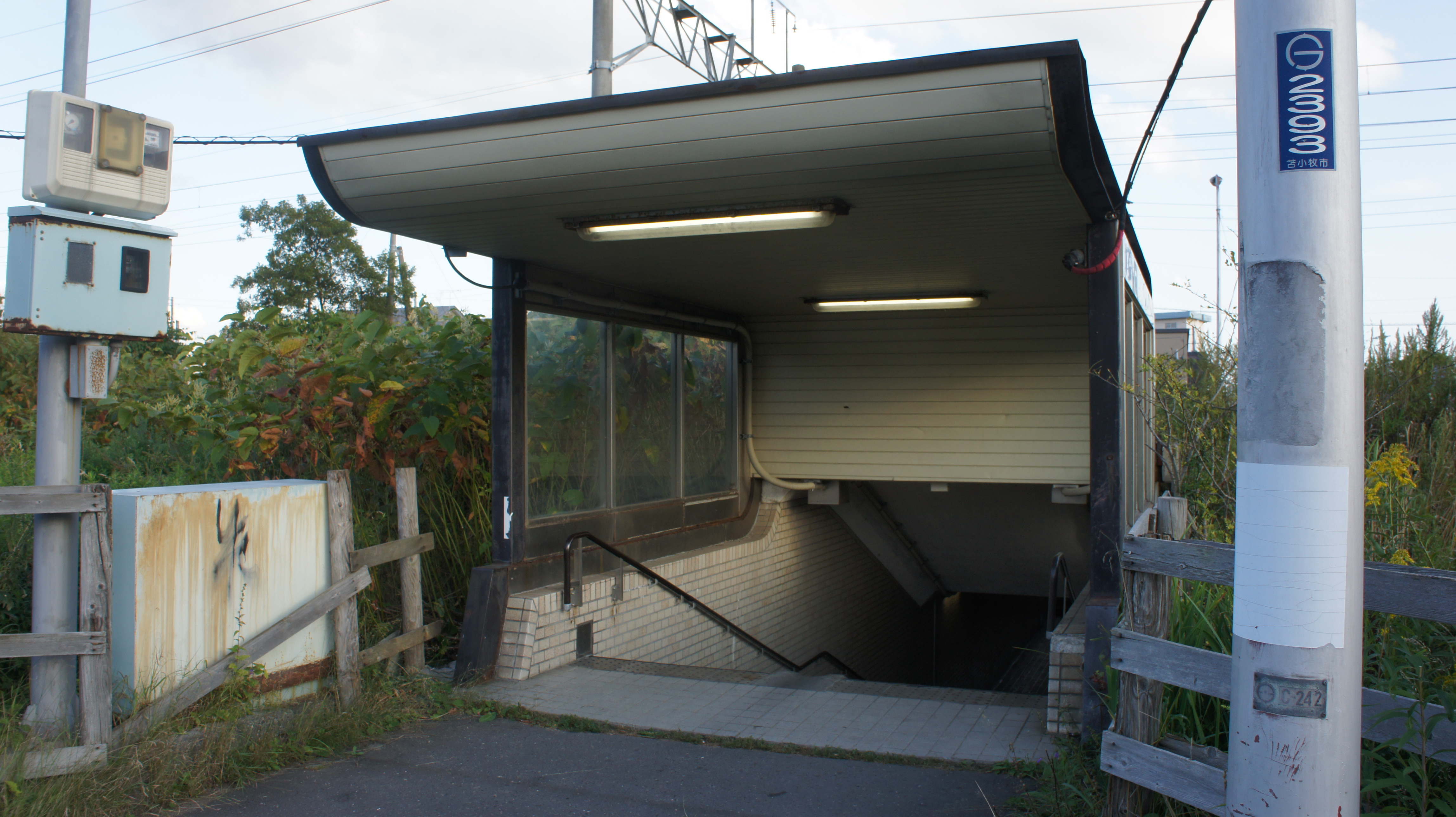
地下道出入口（2017年9月）
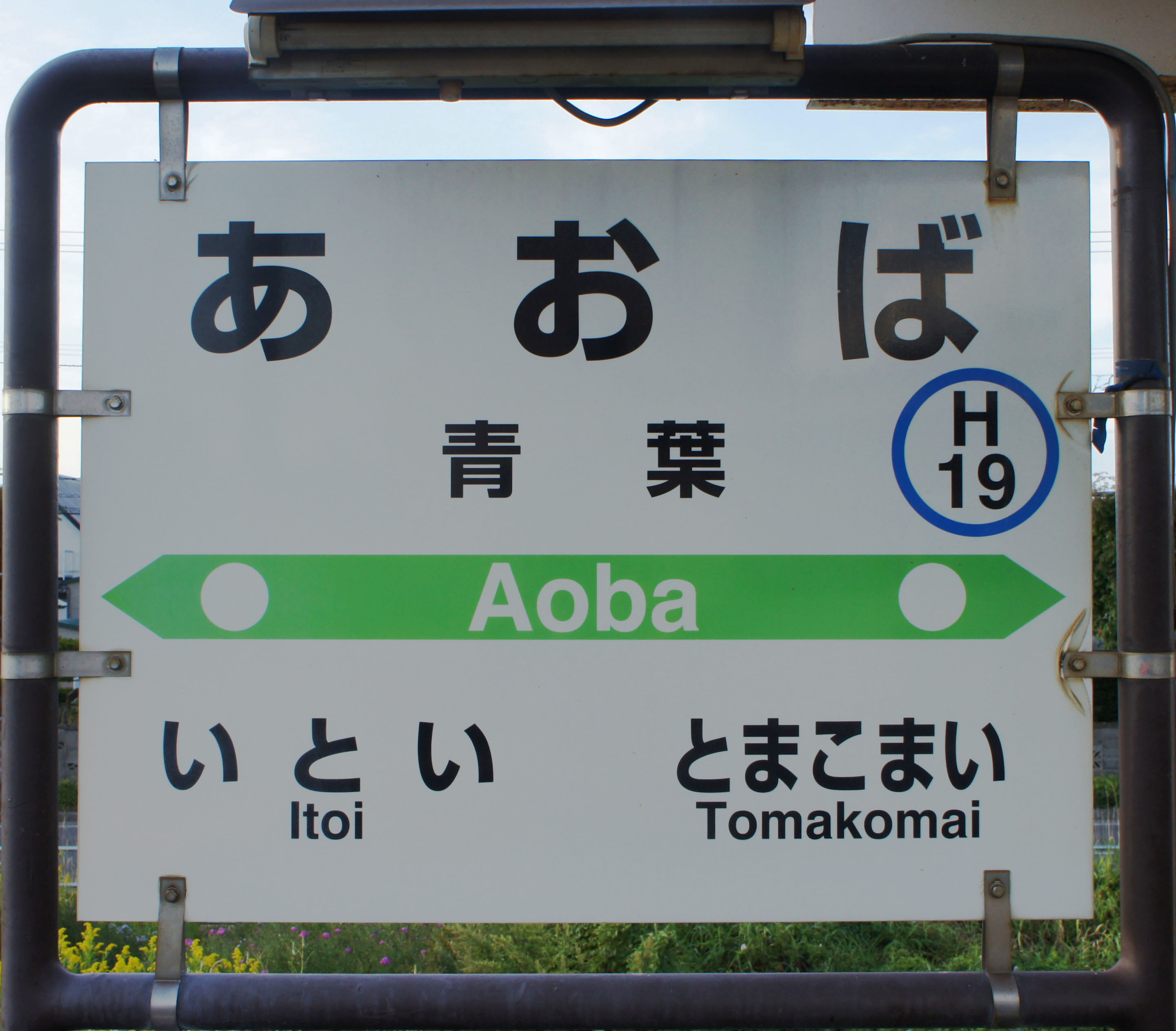
駅名標（2017年9月）

## 利用状況
1日の平均乗降人員は以下の通りである。
| 乗降人員推移 | 乗降人員推移 |
| 年度         | 1日平均人数  |
| ------------ | ------------ |
| 2011         | 498          |
| 2012         | 548          |
| 2013         | 576          |
| 2014         | 572          |

## 駅周辺
住宅街である。市営住宅や商店があり付近は人の往来も多い。また付近に高校があるため、通学時間帯は混雑する。
- 国道36号
- 苫小牧警察署弥生交番
- 苫小牧新富郵便局
- 西山手簡易郵便局
- 苫小牧信用金庫三条支店
- とまこまい広域農業協同組合（JAとまこまい広域）苫小牧支所
- 北海道苫小牧西高等学校
- 苫小牧中央高等学校
- 苫小牧市立啓北中学校
- 青葉病院
- マックスバリュ新花園店
- 道南バス（旧苫小牧市営バス）「大成2丁目」・「花園2丁目」停留所

## 隣の駅
北海道旅客鉄道（JR北海道）
■室蘭本線
糸井駅 (H20) ‐ 青葉駅 (H19) ‐ 苫小牧駅 (H18)